# Thomas Strong (évêque)
Thomas Banks Strong (24 octobre 1861 - 8 juillet 1944) est un évêque et théologien anglican anglais. Il est évêque de Ripon et d'Oxford . Il est également doyen de la Christ Church d'Oxford et vice-chancelier de l'Université d'Oxford pendant la Première Guerre mondiale .

## Biographie
Thomas Strong fait ses études à la Westminster School et à la Christ Church d'Oxford, où il obtient un diplôme de deuxième classe en Literae Humaniores en 1883 . Il devient diacre en 1885 et prêtre en 1886. À Christ Church, Strong est successivement chargé de cours (1884), Fellow (1888), censeur (1892), puis doyen (1901-1920). Il reçoit le diplôme de docteur en théologie (DD) de l'Université d'Oxford en janvier 1902.
En 1920, il est nommé évêque de Ripon, et en 1925 évêque d'Oxford, servant aussi comme greffier du cabinet et chancelier de l'Ordre de la Jarretière jusqu'en 1937.
Strong produit un certain nombre de publications théologiques ,,.
Il est Chevalier Grand-Croix de l'Ordre de l'Empire britannique (GBE) en 1918. Il est enterré à la Cathédrale Christ Church d'Oxford, où se trouve une pierre commémorative avec une inscription latine .

## Livres sélectionnés
- Éthique chrétienne: huit conférences (Longmans, Green and Co., 1896)
- Un manuel de théologie (1903)
- Dieu et l'individu (1903; Kessinger Publishing Company, 2008, (ISBN 978-1-4368-5986-8) )
- Conférences sur la méthode de la science (Oxford: Clarendon Press, 1906)
- Charge de visite de l'évêque d'Oxford à la visite diocésaine de 1931 ( Oxford University Press, 1931)